# Paladino (classe de personagem)

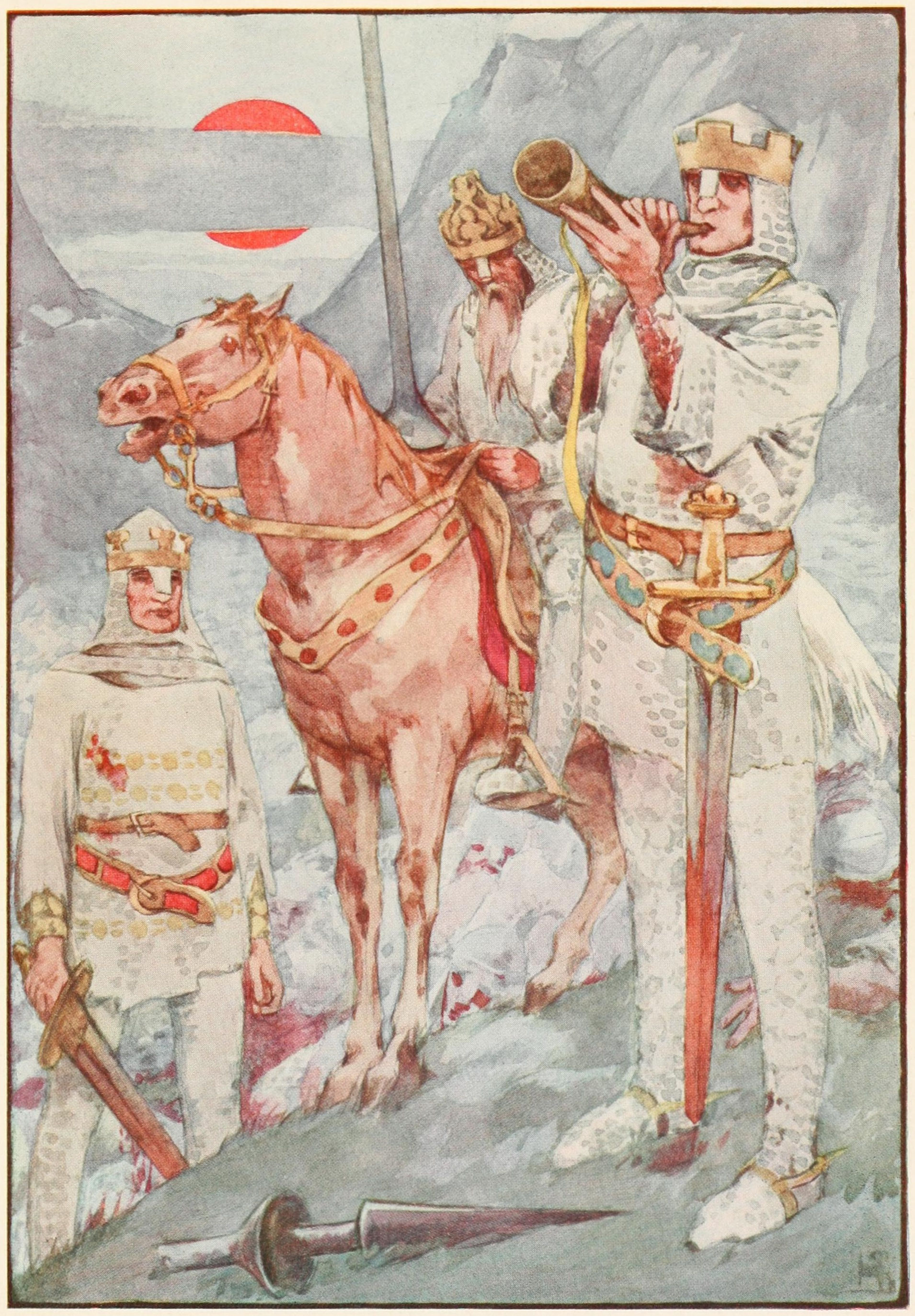
Rolando, um Paladino.

Em jogos de RPG, o Paladino é uma classe de personagens típica de cenários de fantasia medieval, dentre os quais se destacam os jogos Dungeons & Dragons, também  chamado de D&D e Pathfinder Roleplaying Game. Uma classe dá habilidades (ou perícias) exclusivas para o personagem de cada classe.

## Visão geral

### Honra e Justiça
Paladinos são campeões da justiça, bondade e lealdade. Possuem habilidades de combate como um guerreiro, tem a força de um Berserker, e prestam devoção a um deus (ou deuses), obtendo assim poder para lançar magias da mesma forma que um clérigo. Todavia, ao contrário dos clérigos, um paladino jamais pode servir um deus maligno.
O Paladino é um guerreiro santo que promove o bem. Ele possui poderosas habilidades combativas, tal qual o guerreiro, e algumas habilidades mágicas tal qual o clérigo. Sua fé inabalável concede poderes únicos, variando conforme o sistema de RPG utilizado.
Em geral, essas habilidades enaltecem o aspecto heroico e santificado do Paladino. Detecção do mal, imunidade a doenças, uma aura de coragem contagiante, e eventualmente, uma montaria especial concedida pela seu patrono divino. Para se provar digno desses poderes, Paladinos geralmente seguem um forte código de conduta, que apesar das variações de acordo com a divindade, sempre tem como base ajudar os fracos, promover o bem, manter a ordem e destruir o mal.
No entanto, a quinta edição do Dungeons & Dragons abandonou o entendimento do paladino sempre puro e honrado, para uma visão mais ampla, na qual ele seria o seguidor fiel de um juramento, não sendo mais obrigatório ser virtuoso ou seguidor de um deus.

## Origens Criativas
O Paladino, como classe de personagem, surge pela primeira vez, no RPG Dungeons & Dragons.
O desenvolvimento do Paladino em Dungeons & Dragons, foi introduzido pela primeira vez no suplemento original Greyhawk, como uma subclasse do guerreiro (Fighting Man em inglês na época).
O conceito e origem da classe “Paladino” em D&D, foi fortemente influenciado pelo personagem fictício Holger Carlson da novela de Poul Anderson, "Three Hearts and Three Lions", que foi por sua vez baseada na poesia épica das Canções de gesta. Também foram mencionados como base os paladinos de Rolando, a deificada Guarda Palatina de Augusto, a Guarda Papal do mesmo nome e os mitos cristãos do Rei Arthur.
No Supplement I – Greyhawk (1975), original para Dungeons & Dragons, surgiu o Paladino como uma subclasse do Guerreiro (Fighter/Fighting Man).

## Características de Classe
A seguir temos uma noção geral das características e habilidades comuns da classe Paladino na maioria dos jogos de RPG.

### Cavaleiro Sagrado
Pronto para o combate, assim como um guerreiro, o Paladino sabe usar todos os tipos de armaduras e escudos. sendo preferencial o uso de armaduras pesadas de placas. Geralmente assumindo o papel de protetor (defensor/tanque), o uso de escudos é frequente nesta classe. Porém muitas vezes o Paladino abdica do uso de escudos para empunhar um símbolo ou implemento sagrado na mão secundária a fim de aumentar suas habilidades mágicas de proteção e cura (suporte/cura). Ou então, empunha uma arma de duas mãos para em combate causar mais dano (agressor/dano). O Paladino sabe usar todos os tipos de armas simples, comuns e marciais corpo a corpo ou à distância. Sendo de sua preferência o uso de armas corpo a corpo marciais como martelos de guerra, espadas longas, de duas mãos ou espadas bastardas. A fonte principal de seus poderes é divina obtida através de preces, orações e devoção a uma divindade sagrada superior ou simplesmente a forças e conceitos considerados benígnos como luz, justiça, honra, lealdade, verdade e bondade. Sua função primária no combate é a de "Defensor" (Tanque), ou seja, a linha de frente do combate. Mas, por ser uma classe bastante versátil, o Paladino também pode assumir as funções de "Agressor" (Dano) e também "Líder/Suporte" (Cura).